# Percy, Illinois
Percy là một làng thuộc quận Randolph, tiểu bang Illinois, Hoa Kỳ. Năm 2010, dân số của làng này là 970 người.

## Dân số
Dân số qua các năm:
- Năm 2000: 942 người.
- Năm 2010: 970 người.